# Шеху, Башким
Башким Шеху (алб. Bashkim Shehu; род. 22 июня 1955, Тирана) — албанский писатель и публицист.

## Биография
Родился в семье Мехмета Шеху — главы правительства НРА, в то время ближайшего соратника Энвера Ходжи. В 1979 году он окончил факультет албанского языка и литературы Университета Тираны. Шеху работал сценаристом в Албании. После самоубийства отца в 1981 году, был снят со своего поста и репрессирован. Осужденный за «антисоциалистическую пропаганду», провел восемь лет в тюрьме Спач, в течение последних 18 месяцев был интернирован вместе с семьей. В 1991 году он был освобожден и вернулся к работе сценариста.
В 1992 году он переехал в Будапешт, где изучал социологию в Университете Будапешта. Он вернулся в Албанию в 1995 году, начав писательское творчество и перевод иностранных произведений (среди прочего, работы Берлина Исайи и Эрика Хобсбаума).
В 1995—1996 работал в культурном журнале AKS, он также был одним из редакторов албанского информационного бюллетеня Хельсинкского комитета. Во время беспорядков, охвативших Албанию в 1997 году, Шеху снова оставил Албанию и переехал в Испанию. Затем поселился в Барселоне, где он живет и по сей день. С 2001 года работает в местном Центре современной культуры.
В 2014 году он стал автором года на книжной ярмарке Fieri 2014.